# Койр

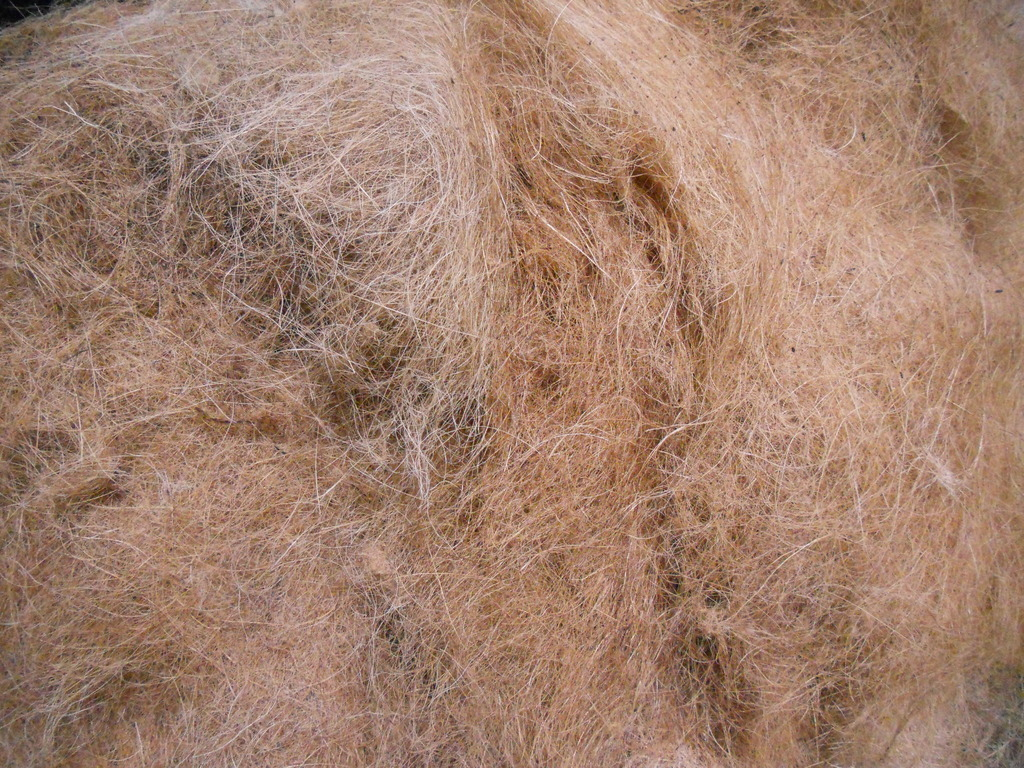
Кокосове волокно (койр)

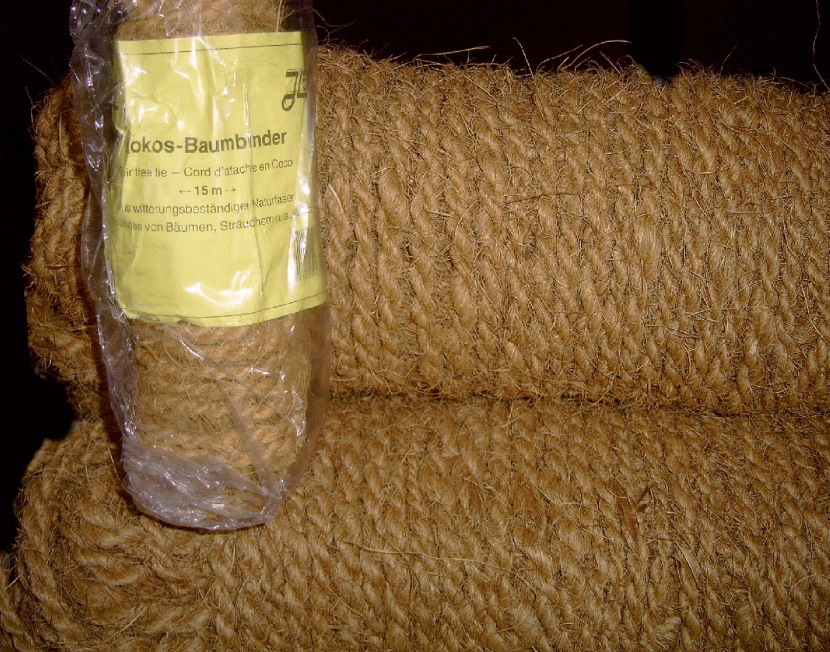
Мотузка з кокосового волокна для закріплення дерев і кущів.

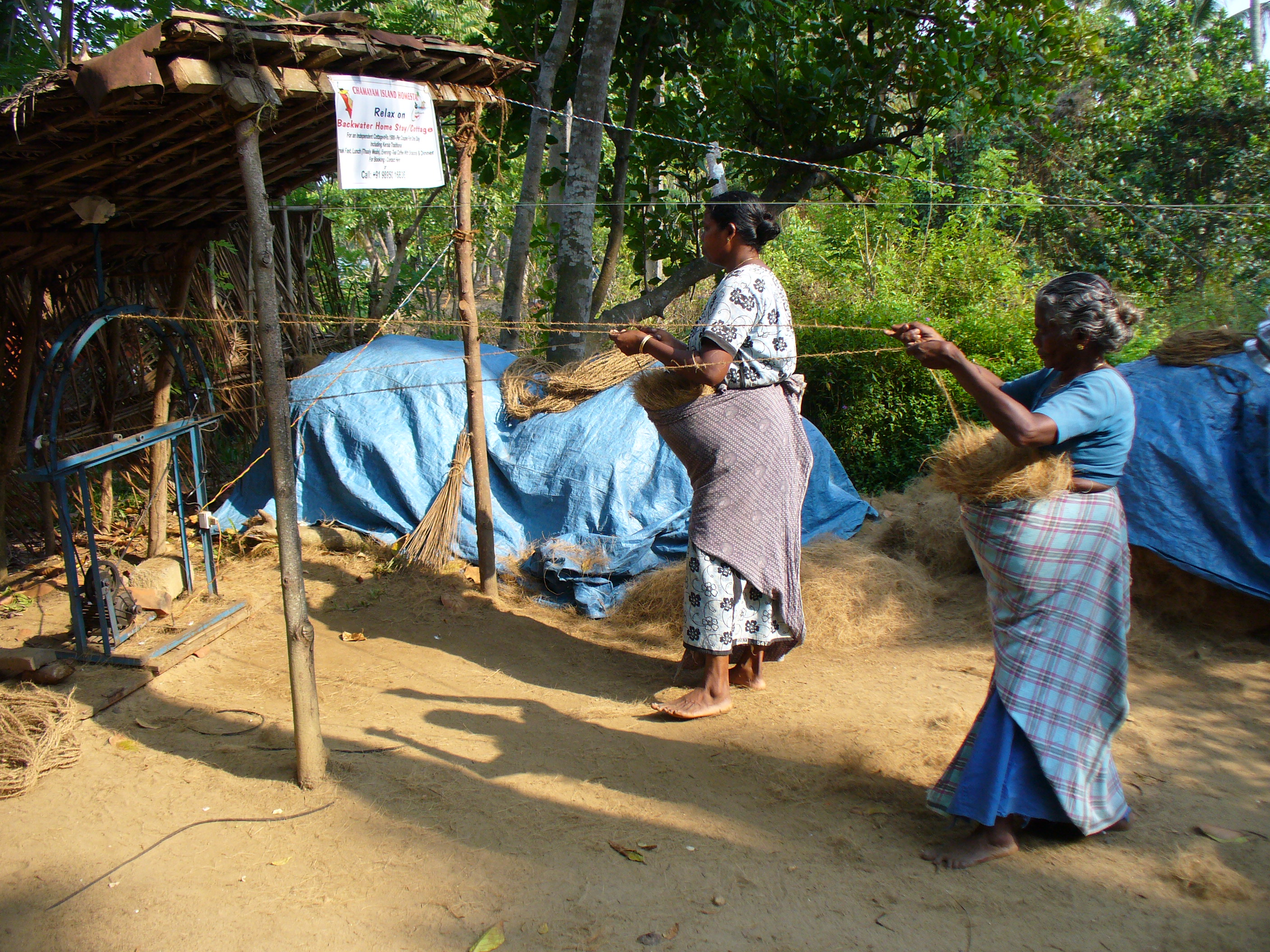
Виготовлення мотузок з койру. Керала, Індія

Койр (від kayaru — мотузка мовою малаялам) — волокно з зовнішньої оболонки горіхів  кокосової пальми. Це задерев'янілі судинні пучки довжиною 15-33 см, товщиною 0,05-0,3 мм. Стінки волокон складаються з  целюлози. У незрілому вигляді вони білі і м'які, але в міру того як у них відкладається лігнін, стають жорсткішими і набувають червонувато-бурого кольору. Гнучке біле волокно одержують з недостиглих плодів, буре — з повністю дозрілих.
Зібрані кокосові горіхи вимочують в морській або просто проточній воді (до 10 місяців), потім волокна відокремлюють (звичайно вручну), вичісують і сушать. Найдовші (25,4-30,5 см) і середні (20,3 — 25,4 см) волокна йдуть на виготовлення койрової нитки, з якої роблять мати, циновки, мотузки і канати, що не намокають і не тонуть у воді, рибальські снасті. Грубе задерев'яніле волокно зрілих горіхів йде на виготовлення щіткових виробів, коротке і заплутане волокно — на набивку матраців і подушок. Завдяки високому вмісту лігніну кокосове волокно дуже еластичне, міцне і не піддається гниттю. Вироби з койри, зокрема морські канати, виключно стійкі до впливу солоної морської води.
Індійський штат Керала виробляє 60 % світового запасу білого волокна. Шрі-Ланка — 36 % світової продукції бурого волокна. Більше 50 % койри споживається країнами виробництва, головним чином Індією.